# Hodkovice nad Mohelkou
Hodkovice nad Mohelkou é uma cidade checa localizada na região de Liberec, distrito de Liberec.